# Cserged község
Cserged románul: Cergău község Romániában, Erdélyben, Fehér megyében. Központja Magyarcserged, beosztott falvai Bolgárcserged és Farkastelke.

## Fekvése
Fehér megye déli részén, Gyulafehérvártól 55, Balázsfalvától 12 kilométerre, a Nagy-Küküllő bal partján helyezkedik el.

## Népessége
1850-től a népesség alábbiak szerint alakult:
| Lakosok száma | 2256 | 2230 | 2544 | 2783 | 3351 | 2251 | 1794 | 1747 | 1490 | 1509 |
|               | 1850 | 1880 | 1900 | 1920 | 1941 | 1977 | 1992 | 2002 | 2011 | 2021 |

A 2011-es népszámlálás adatai alapján a község népessége 1490 fő volt, melynek 84,03%-a román és 12,15%-a roma. Vallási hovatartozás szempontjából a lakosság 91,74%-a ortodox, 2,08%-a baptista és 1,28%-a pünkösdista.

## Története
Környéke ősidők óta lakott hely volt. Területén La Tène korból és bronzkorból való leletek kerültek felszínre.
A három hozzá tartozó település közül Magyarcserged nevét említette először oklevél 1302-ben Chergeud néven, 1303-ban már Bolgárcserged neve is említve volt Bolgarchergewd alakban. Farkastelke nevét pedig 1306-ban említette először oklevél Farkastelke néven.

## Nevezetességei
A község területéről az alábbi épületek és építmények szerepelnek a romániai műemlékek jegyzékében:
- a magyarcsergedi Angyali üdvözlet templom (LMI-kódja AB-II-m-B-000199)

## Híres emberek
- Magyarcsergeden született Nicolae Linca(wd) (1929–2008) olimpiai bajnok ökölvívó.

## Képek

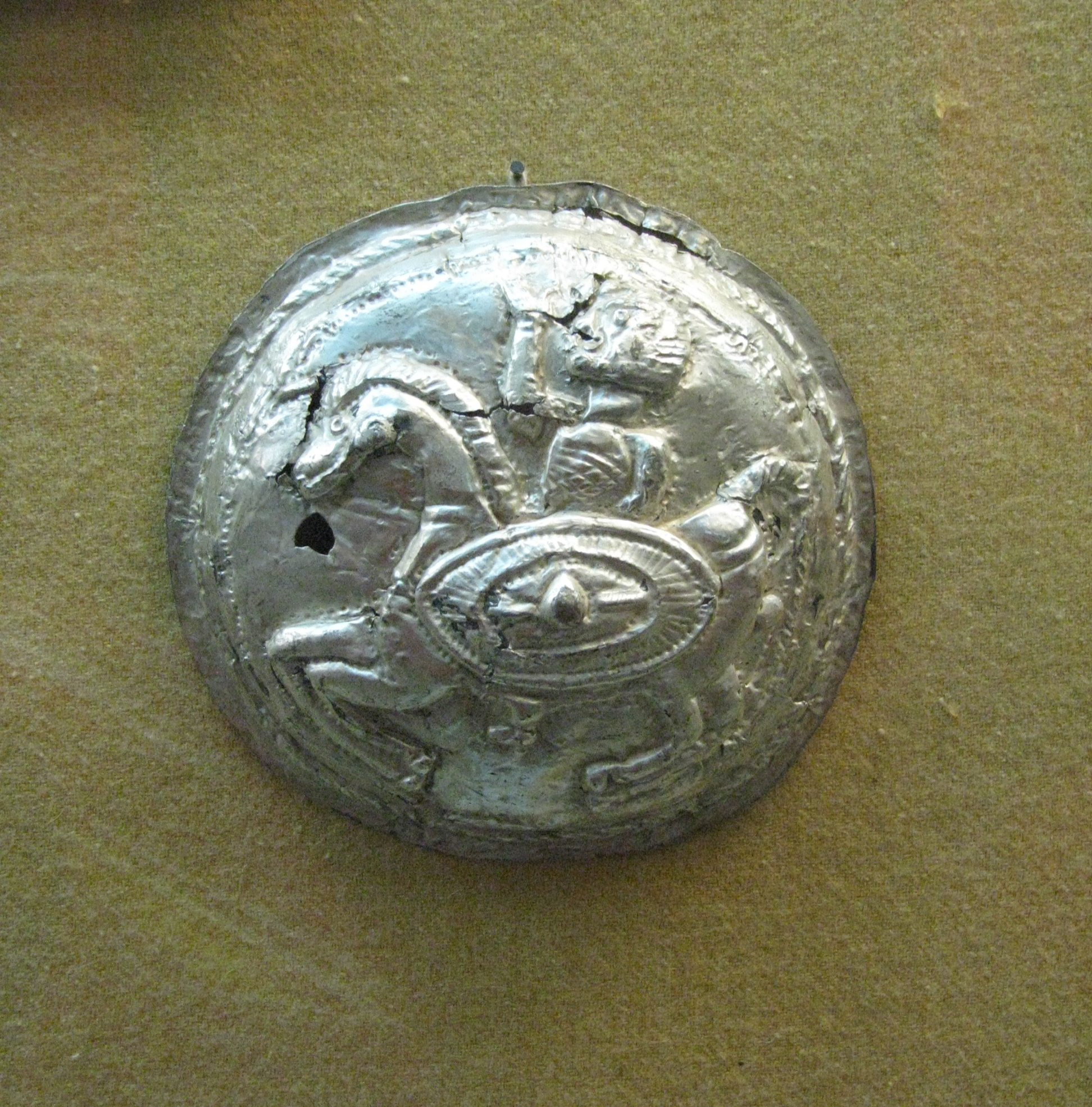
A dák ezüstkincs részeként Farkastelkén 1978-ban talált i. e. 1. századból való lelet egy darabja
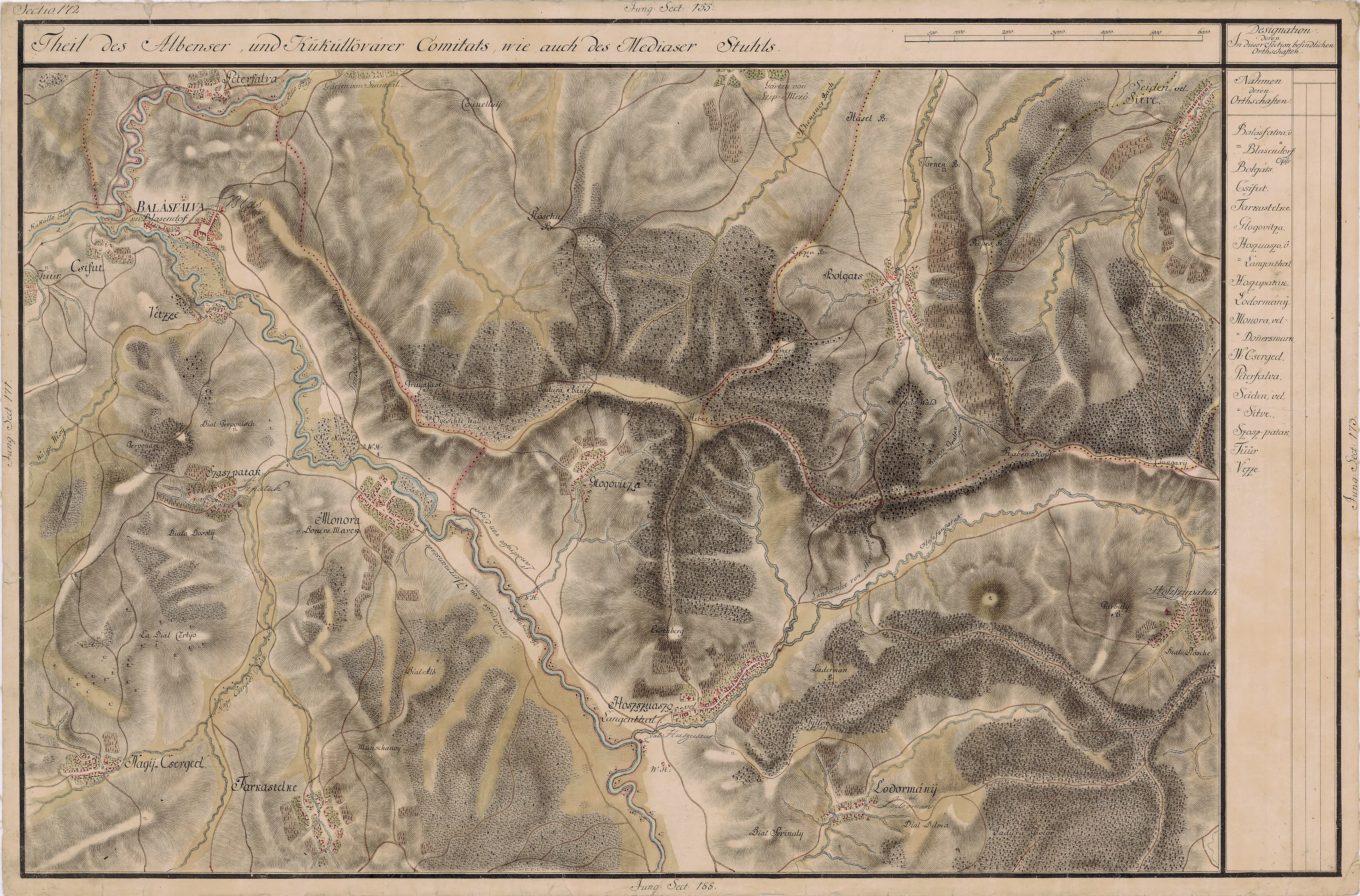
Cserged és környéke egy régi térképen